# Seal Island (ö i Australien, Western Australia, lat -32,29, long 115,69)
Seal Island är en ö i Australien. Den ligger i delstaten Western Australia, omkring 41 kilometer sydväst om delstatshuvudstaden Perth.
Runt Seal Island är det tätbefolkat, med 257 invånare per kvadratkilometer. Genomsnittlig årsnederbörd är 1 018 millimeter. Den regnigaste månaden är maj, med i genomsnitt 176 mm nederbörd, och den torraste är februari, med 9 mm nederbörd.